# Bokura no Machi de
Bokura no Machi de (僕らの街で?) è un brano musicale della boy band giapponese KAT-TUN, estratto come secondo singolo dall'album Cartoon KAT-TUN II You. È stato pubblicato il 7 dicembre 2006 ed è il terzo singolo consecutivo del gruppo ad arrivare alla prima posizione della classifica Oricon dei singoli più venduti in Giappone. Il brano è la sigla finale del dorama Tatta Hitotsu no Koi, che vede protagonista Kazuya Kamenashi affiancato da Kōki Tanaka.

## Tracce
CD singolo JACA-5051
1. Bokura no Machi de (僕らの街で) - 4:47
2. Way of Love - 3:41
3. Bokura no Machi de (僕らの街で) (Instrumental) - 4:47
4. Way of Love (Instrumental) - 3:41

Durata totale: 16:58

## Classifiche
| Classifica (2006)                        | Posizione più alta |
| ---------------------------------------- | ------------------ |
| Giappone (Classifica settimanale Oricon) | 1                  |